# Enrique Parada
Enrique Parada Salvatierra (Huacaraje, Bolivia; 4 de noviembre de 1981) es un exfutbolista boliviano. Se desempeñaba como defensa y su último club fue San José.

## Selección nacional
Ha sido internacional con la Selección de fútbol de Bolivia en 5 ocasiones sin anotar goles.

## Clubes
| Club             | País    | Año         |
| ---------------- | ------- | ----------- |
| Atlético Pompeya | Bolivia | 2000        |
| San José         | Bolivia | 2002 - 2009 |
| Bolívar          | Bolivia | 2010        |
| The Strongest    | Bolivia | 2011 - 2015 |
| San José         | Bolivia | 2016        |

## Palmarés

### Títulos nacionales
| Título           | Club          | País    | Año           |
| ---------------- | ------------- | ------- | ------------- |
| Primera División | San José      | Bolivia | Clausura 2007 |
| Primera División | The Strongest | Bolivia | Apertura 2012 |